# Стара Европа (антропология)
 Тази статия е за антропологическия термин.  За политическия термин вижте Стара Европа.  
Старата Европа (на английски: Old Europe) е термин влязъл в обращение след 1974 г., когато излиза обобщаващият труд на Мария Гимбутас Боговете и богините на Стара Европа
Археологическите находки в Европа позволяват в югоизточния край да се набележат очертанията на специфична култура, предшествала появата на отчетливото индо-европейски нашествие. Според Гимбутас тази пред-индоевропейска култура се проследява на територия, покриваща приблизително днешните Румъния, България и Гърция, като достига в Средиземноморието до островите Крит, Кипър, Малта, Сицилия, Сардиния, Корсика. Възглед за съществуването на подобна култура е формулирал преди войната австралийският археолог Гордън Чайлд, като я е нарекъл „Дунавска култура“ Аргументи в полза на тези разбирания са дунавската протописменост или елементи от винчанската култура и артефакти, като „Плочка от Градешница“ и „Табличка от Дупяк“.
В трактовката на Гимбутас за „Стара Европа“ е характерно организирането на обществото около обожествената фигура на жената, което контрастира с по-късните воински и мъжки ценности, засвидетелствани с разпространението на индо-европейска цивилизация.
Предложените идеи са развити по-нататък от езиковеда и археолог Харалд Харман, който счита, че староевропейски останки са се запазили в архаична Гърция, където се намирала периферията на една т.нар. „дунавска цивилизация“.